# カミーユ・ビオー

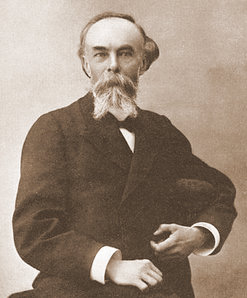
カミーユ・ビオー

カミーユ・ビオー（Camille Biot、1850年12月19日, シャトノワ＝ル＝ロワイヤル（Châtenoy-le-Royal) - 1918年, マコン）は、フランスの医師。ビオー呼吸を説明した。

## 経歴
- 1850年、誕生
- 1876年、リオンの Hôtel Dieu Hospital でのインターン時に行った、呼吸パターンについての調査を出版[1]
- 1875年、マコンで医療に従事
- 1918年、死亡

## 参照
1. ↑  Wijdicks EF (May 2007). “Biot's breathing”. J. Neurol. Neurosurg. Psychiatr. 78 (5):  512–3. doi:10.1136/jnnp.2006.104919. PMC 2117832. PMID 17435185 2009年3月17日閲覧。.